# David Lisak
David Lisak est un psychologue clinicien américain. Il est titulaire d'un doctorat obtenu auprès de l'université Duke et il a exercé comme professeur de psychologie à l'Université du Massachusetts à Boston. Ses travaux portent sur « les causes et les effets de la violence entre les personnes... les motivations et les comportements des violeurs et des assassins, les effets des maltraitances dans l'enfance sur les hommes adultes et les liens entre les maltraitances dans l'enfance et la violence commise par les victimes ».

## Recherches
Lisak commence ses recherches lorsqu'il est étudiant en maîtrise à Duke dans les années 1980. Il remarque la plupart des recherches sur les viols et les agressions sexuelles s'intéressent au récit des victimes, qui signalent presque toujours qu'elles connaissent leur agresseur, au lieu d'être un inconnu ; or, les violeurs emprisonnés sont presque toujours des criminels inconnus de la victime et les recherches portent donc sur ce type de profil. Lisak porte son attention sur l'étude des violeurs qui ont commis la forme la plus courante de viol mais qui n'ont pas été arrêtés puis emprisonnés.
Lisak mène une méta-analyse sur quatre enquêtes réalisées entre 1991 et 1998 et interroge 1 882 hommes étudiants à Boston, ce qui lui permet de publier en 2002 une étude sur les violeurs non détectés. L'étude a commencé par un questionnaire puis Lisak annonce avoir eu de longs entretiens de suivi avec chaque répondant. Certaines des questions étaient : « avez-vous déjà eu un rapport sexuel avec une personne, même si elle ne le voulait pas, alors qu'elle était sous l'emprise d'alcool ou de drogues et ne pouvait donc pas résister aux avances sexuelles ? » ou « Avez-vous déjà eu un rapport sexuel avec un adulte qui n'en voulait pas mais sur lequel vous avez exercé votre force physique (tordre le bras, le maintenir au sol) pour qu'il coopère ? ». En 2015, Linda M. LeFauve, vice-présidente adjointe au Davidson College et collaboratrice au think tank libertarien Reason Foundation, a voulu interviewer Lisak sur sa méthode des entretiens de suivi basée sur un sondage anonyme ; Lisak a refusé de lui répondre et raccroché le téléphone.
À l'instar d'autres entretiens et questionnaires en sciences sociales sur la violence entre personnes, Lisak a évité des termes comme « viol », « agression sexuelle » et « abus », y substituant une description et s'abstenant de qualifier des actes que les criminels pourraient rejeter. Même si les situations décrites correspondent à la définition juridique du viol, Lisak a constaté que les hommes interrogés n'hésitaient pas à en parler et les voyaient comme des conquêtes sexuelles dont ils avaient lieu se vanter ; ils ne se considéraient pas comme des violeurs. Lisak pense que ces hommes sont des narcissiques qui « aiment par-dessus tout » s'étendre sur leurs « exploits sexuels ». Environ 5 % des participants de l'étude ont reconnu avoir commis un viol.
Lisak observe que la plupart des violeurs traduits en justice doivent répondre d'une seule accusation de viol, or il annonce que des enquêtes accablantes montrent que les violeurs emprisonnés sont souvent les auteurs de plusieurs viols car les conclusions aboutissent à une moyenne de sept à onze victimes. Ses propres travaux proposent des conclusions identiques concernant les violeurs non détectés : les violeurs en série sont à l'origine de 90 % des viols perpétrés sur les campus universitaires et chaque criminel commet en moyenne six viols,. Il estime que les violeurs, autant détectés que non détectés, manifestent des préjugés négatifs envers les femmes ainsi qu'un désir de domination.
En comparaison des hommes n'ayant pas commis de viol, Lisak estime que les violeurs éprouvent davantage de colère envers les femmes et animés du désir de les dominer et de les contrôler ; leur caractère est plus impulsif, plus désinhibé, antisocial et hypermasculin, avec une empathie plus faible. Lisak décrit les violeurs comme des personnalités qui savent parfaitement repérer les victimes potentielles et mettre leurs limites à l'épreuve ; il déclare qu'ils ont planifié leurs attaques et emprunté des stratégies sophistiquées pour isoler leurs victimes et les préparer, qu'ils emploient la violence en tant que moyen de terrifier et de contraindre les victimes et qu'ils recourent à des armes psychologiques comme l'emprise, la manipulation ou les menaces. Lisak déclare que les violeurs ciblent de victimes fragiles, comme les étudiantes de première année qui manquent d'expérience face à l'alcool et qui ont davantage tendance à prendre des risques, ou alors les personnes qui sont déjà sous l'effet de psychotropes ; les violeurs se servent de l'alcool comme d'une arme, car il rend les victimes plus vulnérables en état d'ivresse mais il permet aussi de miner leur crédibilité devant la justice en cas de plainte.
Lisak écrit que les recherches récentes contredisent le préjugé tenace voulant que les violeurs ciblent un type particulier de victimes ; la réalité serait « bien plus trouble ». En effet, « de nombreuses enquêtes ont montré qu'entre 33 % et 66 % des violeurs s'en ont également pris à des enfants, que jusqu'à 82 % des pédocriminels ont aussi agressé des adultes et qu'entre 50 % et 66 % des auteurs d'inceste ont aussi agressé des enfants hors de leur famille ».
Pour Lisak, ces résultats ainsi que d'autres s'opposent nettement avec le préjugé courant voulant que les viols en milieu universitaire viendraient d'« un jeune homme normalement correct qui, sauf en cas d'abus d'alcool et d'une grave carence de communication, ne commettrait jamais un tel acte » : Lisak pointe au contraire que la grande majorité des viols sont perpétrés par des prédateurs sexuels récidivistes et violents. Par conséquent, déclare-t-il, les campagnes de prévention (qui transmettent aux hommes le message de ne pas violer) risquent de ne pas se montrer efficaces et l'université ferait mieux d'aider les étudiants non-violeurs à identifier les violeurs et à intervenir dans des circonstances où une victime est en danger afin de la protéger du viol. Il déclare aussi que, chaque fois qu'une agression sexuelle par un membre de l'entourage est signalée, il s'agit d'une opportunité pour que les organismes chargés de l'application des lois mènent une enquête approfondie sur l'accusé, au lieu de « se mettre des œillères pour ne vérifier qu'une interaction de 45 minutes entre ces deux personnes »,.